# Исахая Иэтака
Исахая Иэтака (яп. 諫早 家崇, 16 мая 1854 — 24 января 1912) — японский государственный деятель, 17-й глава рода Исахая, член Палаты пэров Японии (1893—1898, 1904—1912), барон (с 1897). 

## Биография
Родился в семье Исахаи Сигэтанэ, 14-го владетеля деревни Исахая. После смерти отца был усыновлён своим дядей, Исахаей Итигаку. Детское имя — Сэнкитиро (千吉郎).
В 1871 году отправился на учёбу в Германию, а с 1880 года работал в Министерстве иностранных дел, Большом государственном совете и Палате советников. 10 октября 1893 года был избран членом Палаты пэров от крупных налогоплательщиков, а 4 августа 1898 года подал в отставку. На тот момент он не принадлежал ни к одной партии и был независимым.
В 1897 году, благодаря заслугам дяди Исахаи Итигаку, Иэтака был пожалован титулом барона (дансяку). 10 июля 1904 году избран членом Палаты пэров от баронов, вновь войдя в её состав. Оставался на этом посту до своей смерти в 1912 году в возрасте 57 лет. За это время сменил несколько фракций: изначально присоединился к Мокуё-кай, затем перешёл в Сэйко-кай, а в конце состоял в Сава-кай. Был похоронен в семейном храме Тэнъю-дзи в Исахае.

## Семья
Был женат на Миёко (1861—1920), дочери Набэсимы Наоёси, последнего даймё Касимы. В их браке родились сыновья Иэоки (1886—1913) и Фудзио (1897—1947).